# Wieża ciśnień przy Alejach Racławickich w Lublinie
Wieża ciśnień przy Alejach Racławickich – wieża ciśnień znajdująca się przy Al. Racławickich 42 w Lublinie, wybudowana przez amerykańską firmę budowlaną Ulen & Company w 1926 roku. Firma ta związana była również z budową wodociągów m.in. w Radomiu, Piotrkowie i Częstochowie.

## Historia
Budowa wieży rozpoczęła się na podstawie umowy zawartej między Lublinem a Towarzystwem Ulen & Company w roku 1924, umowę tę z ramienia miasta podpisywał prezydent Czesław Szczepański, a z ramienia Amerykanów wiceprezydent towarzystwa M. D. Carrel. Przewidywała ona budowę systemu zaopatrzenia miasta w wodę oraz odprowadzania i oczyszczania ścieków.
Wieża ciśnień przy Al. Racławickich, której budowa zakończyła się w roku 1926, była jednym z elementów nowo tworzonej sieci wodociągowej. Została umieszczona w jednym z najwyższych punktów ówczesnego Lublina, niedaleko rogatki warszawskiej, umożliwiając w ten sposób dostarczanie wody pod odpowiednim ciśnieniem do wszystkich mieszkań w mieście. Zbiornik mógł pomieścić do 2050 m3 wody, był to stalowy cylinder o średnicy 14 metrów i wysokości 13,5 metra, obmurowany z zewnątrz. Dwie pompy szwajcarskiej firmy Sulzer, o wydajności 200 litrów na sekundę, poruszane przez silniki o mocy 250 KM, tłoczyły wodę ze stacji pomp wysokiego ciśnienia, mieszczącej się przy al. Piłsudskiego.
W roku 1929 wieżę przejęło przedsiębiorstwo Miejskie Wodociągi i Kanalizacja, obecnie Miejskie Przedsiębiorstwo Wodociągów i Kanalizacji. Do lat 50. wieża znajdowała się w najwyższym punkcie w zachodniej części miasta – wraz z rozbudową Lublina i powstawaniem kolejnych punktów regulujących ciśnienie w sieci, jej znaczenie malało. Obecnie instalacja jest wciąż czynna, ale nie pełni już funkcji wieży ciśnień, lecz w sposób naturalny stabilizuje ciśnienie w sieci w centrum miasta.
Przez ponad 80 lat swojego funkcjonowania wieża była poddawana jedynie drobnym naprawom. W latach 70. remontowano wnętrza budynku i urządzenia w nim pracujące, a w latach 90. renowacji doczekała się elewacja wraz z ogrodzeniem. W 2008 roku MPWiK ogłosiło przetarg na wykonanie dokumentacji projektowej przebudowy wieży. Zaplanowano odświeżenie i oświetlenie całej aparatury w jej wnętrzu, jak również zmianę elewacji i wyglądu ogrodzenia.